# 浅野吉長
浅野 吉長（あさの よしなが）は、安芸国広島藩の第5代藩主。浅野家20代当主。

## 生涯
天和元年（1681年）7月1日、第4代藩主・浅野綱長の長男として江戸で生まれる。元禄元年（1688年）6月18日、将軍・徳川綱吉に拝謁する。元禄8年12月4日（1696年）、従四位下・備後守に任官し、元服に際して将軍徳川綱吉、父・綱長双方より偏諱を受け、吉長と改名する。宝永5年（1708年）3月26日、家督を継ぐ。同年11月1日、安芸守に改める。同年12月18日、侍従に任官する。
享保10年（1725年）、広島藩の藩校として、白島稽古屋敷の一部を割いて「講学所」（現在の修道中学校・修道高等学校）を創始した。享保15年（1730年）、弟の浅野長賢に対して広島新田藩3万石を分知する。享保17年12月22日（1733年）、左少将に任官する。元文4年（1739年）、宮島の大鳥居を再建している。
湯治場「湯の山温泉」は吉長公ゆかりの温泉として知られ、寛延3年（1750年）に神殿・拝殿・旧湯治場を再建・竣工した。
宝暦2年（1752年）に広島で死去した。享年72。跡を長男の宗恒が継いだ。

## 伊達家との確執
正徳2年（1712年）11月、林信篤から仙台藩伊達家との和解を説得される。同時に稲葉正往も伊達吉村に浅野家との和解を説得した。先祖の浅野長政は、伊達政宗から絶交の通告を受けており、それ以来浅野家と伊達家は絶交状態になっていた。
正徳3年1月、再び林信篤から伊達家との和解を説得される。稲葉正往・林信篤は、浅野家と伊達家の不和は江戸城内で見苦しいこと、他家でも和解の事例はあることなどを指摘し、説得を試みたのである。当初、吉長は先祖に対する不孝であるとして和解を渋っていたものの、親戚であった前田綱紀、徳川吉通らの説得もあり、和解に応じる姿勢に転じた。しかし、伊達家側は国元の重臣の反対を抑えられず、和解は実現しなかった。なお、両家の和解が実現したのは、実に約280年後の平成6年（1994年）のことである。

## 藩政
- 藩政改革で成功を収めたことから、「江戸七賢人」の一人に数えられ、広島藩中興の英主・名君といわれる。
- 先代・綱長の時代にも財政難で藩札（銀札）を発行していたが、享保15年（1730年）、吉長は藩内の金銀貨通用を停止し、藩札使用が強制された。

## 人物・逸話
- 正室の節姫は、加賀藩主・前田吉徳の姉で、吉長よりも年長者（いわゆる姉さん女房）で気も強かった。しかも、嫡男の宗恒が彼女との間に生まれていたため、吉長は側室を持つことも許されず、意見もできなかった。しかし、吉長も40歳を過ぎると次第に若い女性を望むようになり、あるときにお忍びで吉原に行って、気に入った遊女2人を愛妾にしようとした。これを知った節姫は、吉長への抗議のために切腹して諫めたという。吉長はこれに驚いて愛妾2人を遠ざけ、節姫を厚く弔い、吉徳と相談の上で幕府に対しては節姫は急病死と届け出て改易・減封を免れたという。
- 浅野吉長は、豊臣秀吉正妻（北政所）高台院の妹である長生院の子孫であり、また祖母（九条道房女）を通じて秀吉の姉日秀尼の子孫である。つまり、秀吉と高台院の傍系の血統である。また吉長は、徳川家康と前田利家の血統も受け継いでいる（母の貴姫が尾張藩2代藩主徳川光友の娘、曾祖母の満姫が前田利常の娘で前田利家の孫かつ徳川秀忠の外孫、曽祖父浅野光晟が徳川家康の外孫）。特に家康の血は3つの流れを受け継いでいる。

## 系譜
- 父：浅野綱長（1659-1708）
- 母：馨香院（1666-1683） - 貴姫（あてひめ）、徳川綱誠の養女、徳川光友の三女
- 正室：節姫（1680-1730） - 前田綱紀の次女
  - 長男：浅野宗恒（1717-1777）
  - 女子：蝶姫 - 前田綱紀の養女、酒井忠寄正室
  - 女子：英姫 - 松平正甫正室、のち相馬徳胤継室
  - 女子：松平定輝正室 - のち阿部正直正室